# V Předním Hloubětíně
V Předním Hloubětíně je ulice ve Vysočanech na Praze 9, která začíná na Poděbradské a má slepé zakončení. Dále lze jen pěšky projít směrem do Dvoru nad Rokytkou na ulici Jana Přibíka. Na východ z ní vede ulice Na Výběžku. Má přibližný severojižní průběh. Původně byla delší, existoval i úsek na jih od ulice Poděbradské.

## Historie a názvy
Nazvána je podle lokality Přední Hloubětín, ve které se nachází a která vznikla jako činžovní čtvrť před 1. světovou válkou. Až do svého pojmenování v roce 1925 byla bezejmenná. V době nacistické okupace v letech 1940–1945 se německy nazývala Vorder-Tiefenbach.
Jak název napovídá, ulice se původně nacházela v Hloubětíně. V roce 1946 došlo k úpravě hranic pražských čtvrtí a Přední Hloubětín byl připojen ke katastrálnímu území Vysočany.

## Zástavba
V západní části jsou výrobní a skladové provozy. Na východě jsou domy z meziválečného období.